# Dolmen de Rugles
Le dolmen de Rugles ou dolmen de la Forge est un dolmen situé sur la commune d’Ambenay dans le département de l’Eure en France.

## Localisation
Le mégalithe est situé au bord de la rivière de la Risle à la limite des communes de Rugles et d’Ambenay.

## Description
Le dolmen de Rugles s’apparente plutôt aux allées couvertes puisqu’il est composé d’une chambre et d’un vestibule orienté au sud-est.
La chambre est constituée de trois supports de 1 m de hauteur sur lesquels repose une table à peu près carrée de 3,9 m de côté. Il y avait un quatrième support qui fermait la chambre du côté de la rivière mais celui-ci a disparu. La hauteur visible des supports à l’extérieur du dolmen n’est que de 0,5 m. L’espace ainsi formé mesure 2,8 m de long sur 2,5 m de large. Son sol est pavé de gros silex.
La longueur du vestibule est de 3 m sur 2,2 m de large. Il se rétrécit près de la chambre pour n’atteindre que 1,5 m de large. La dalle qui recouvrait le couloir a été déplacée laissant les deux supports les plus proches de la chambre apparents. Les dimensions de cette dalle sont de 3 m de long sur une largeur variant de 1,5 m à 2,2 m. Elle recouvre toujours six supports dont l’un est à plat,,.

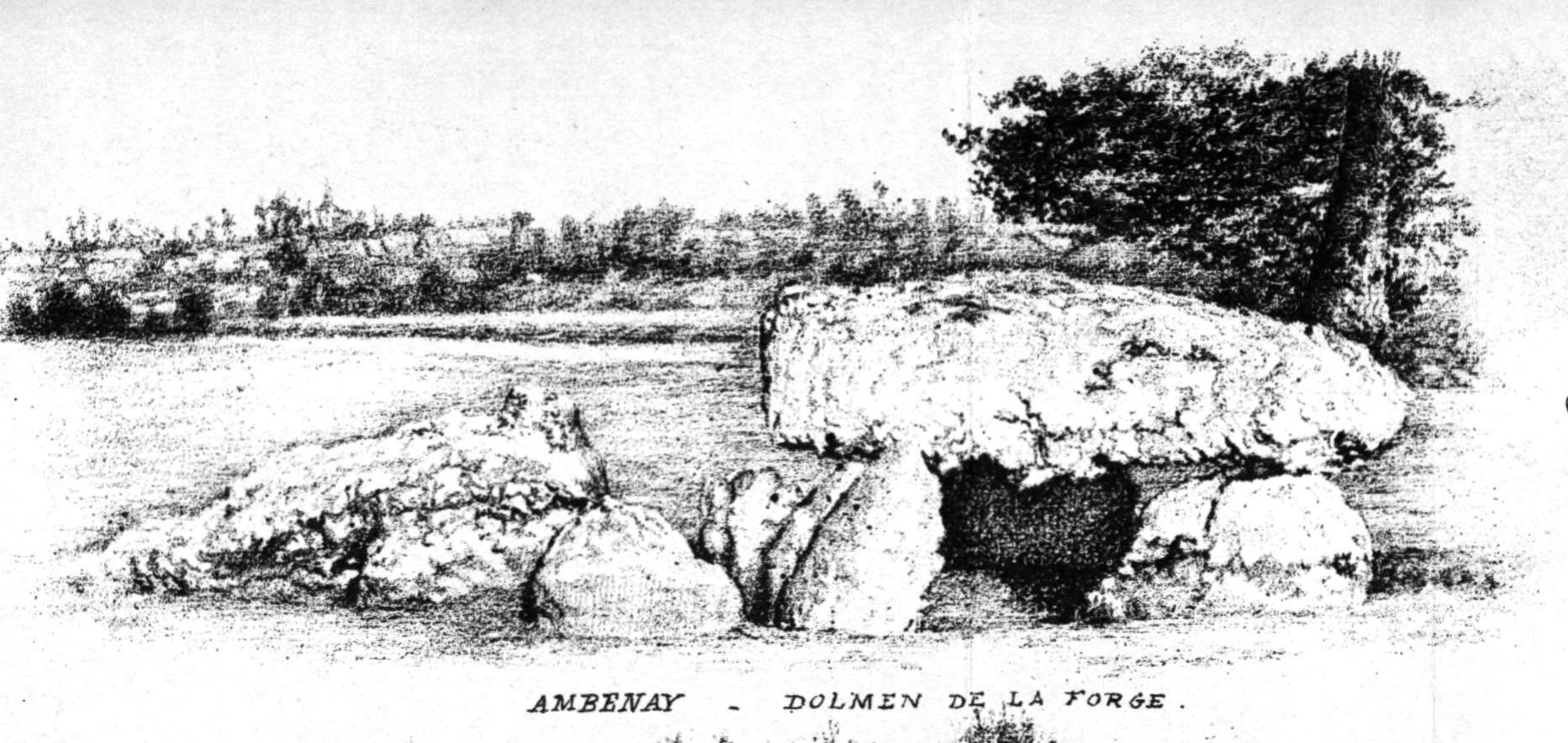
Dolmen de Rugles-Ambenay publié par Léon Coutil en 1896.
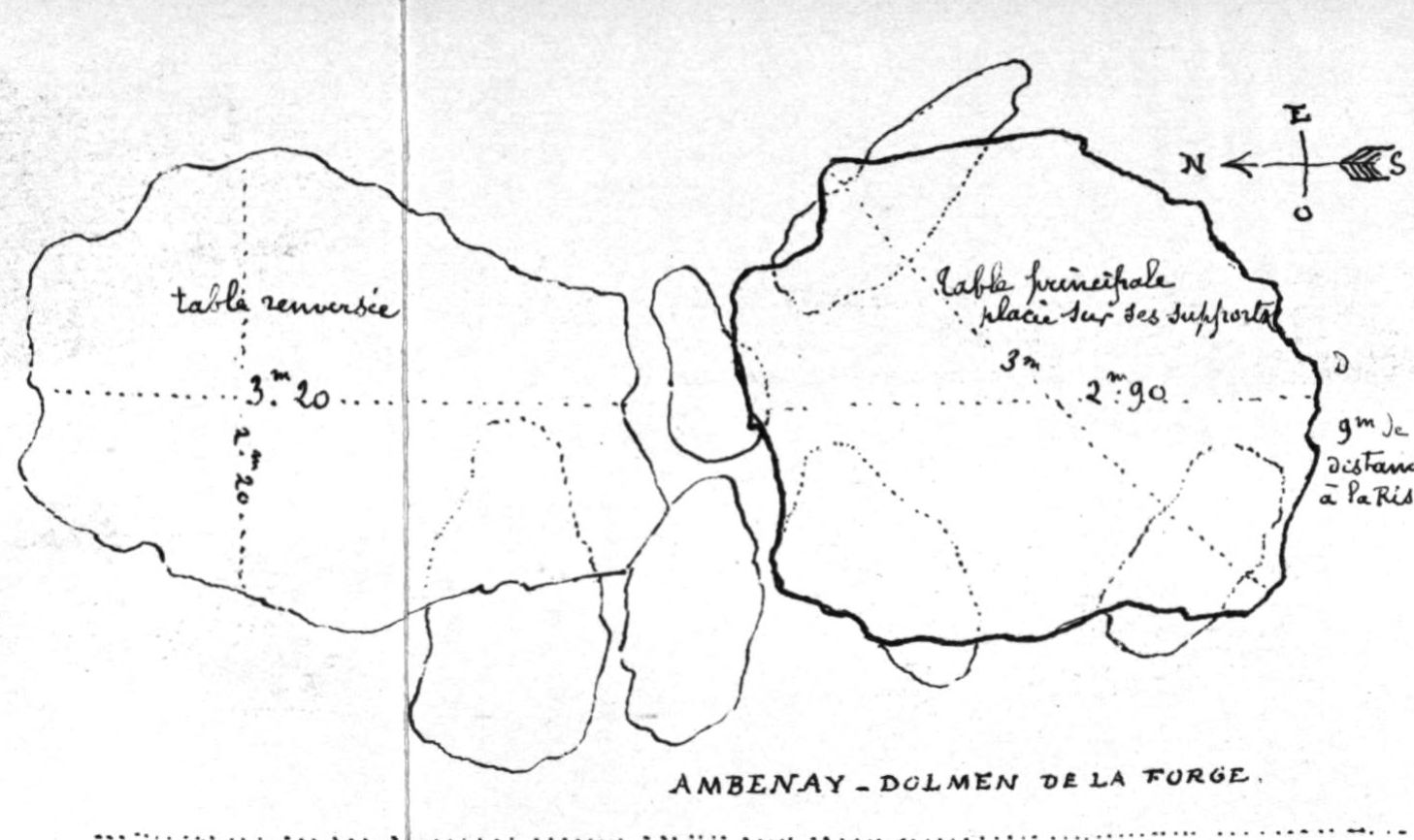
Plan du dolmen de Rugles-Ambenay publié par Léon Coutil en 1896.
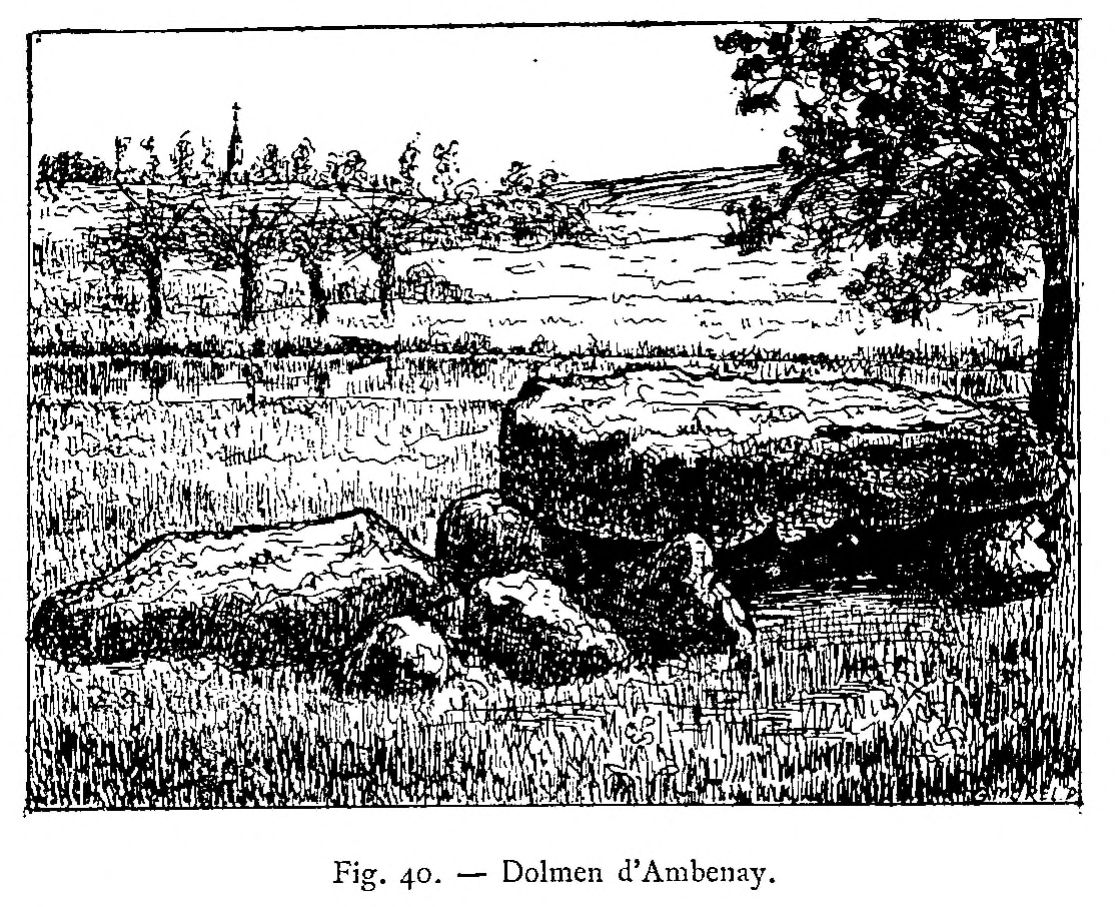
Dolmen de Rugles publié par Amand Desloges en 1902.
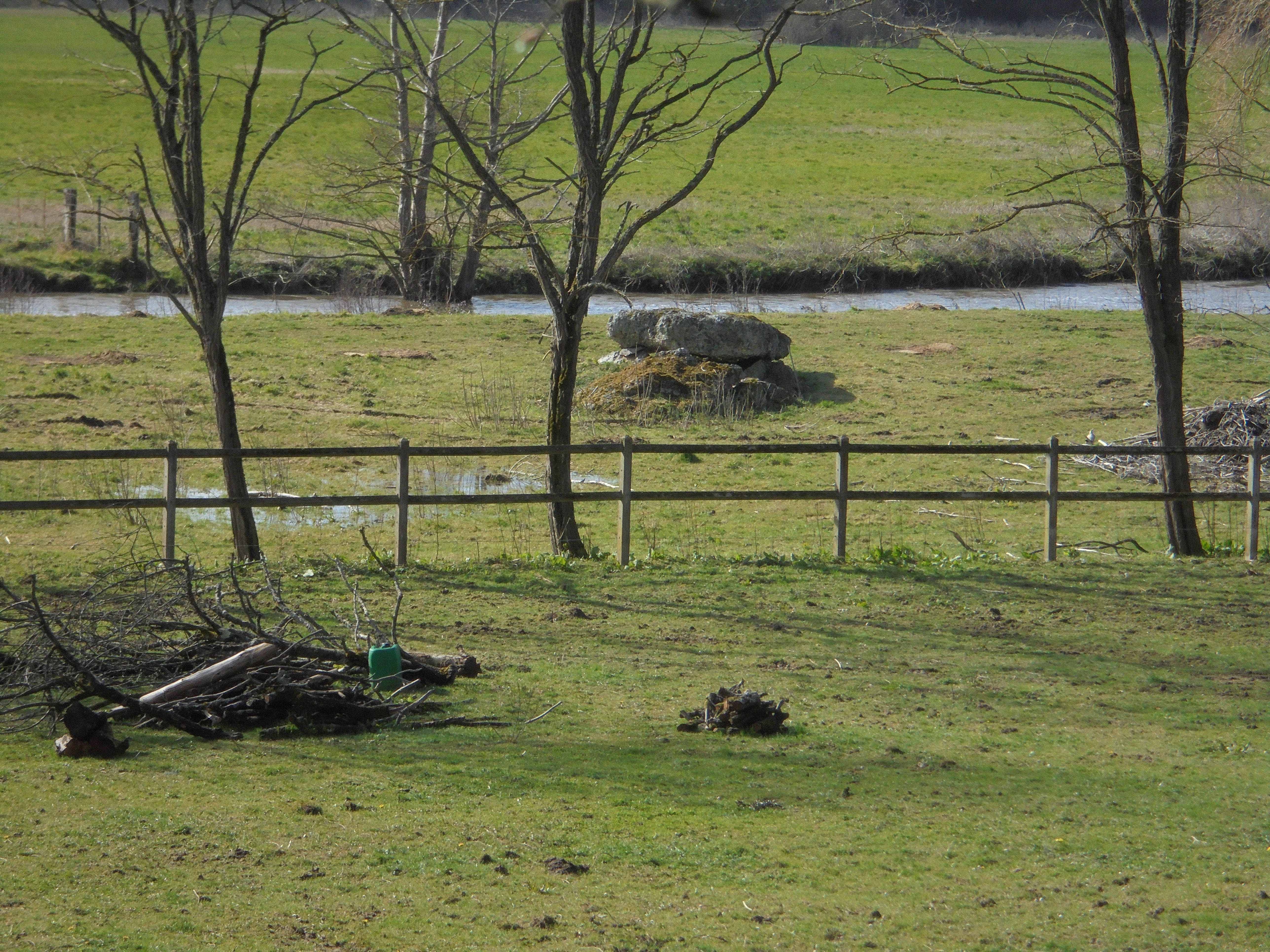
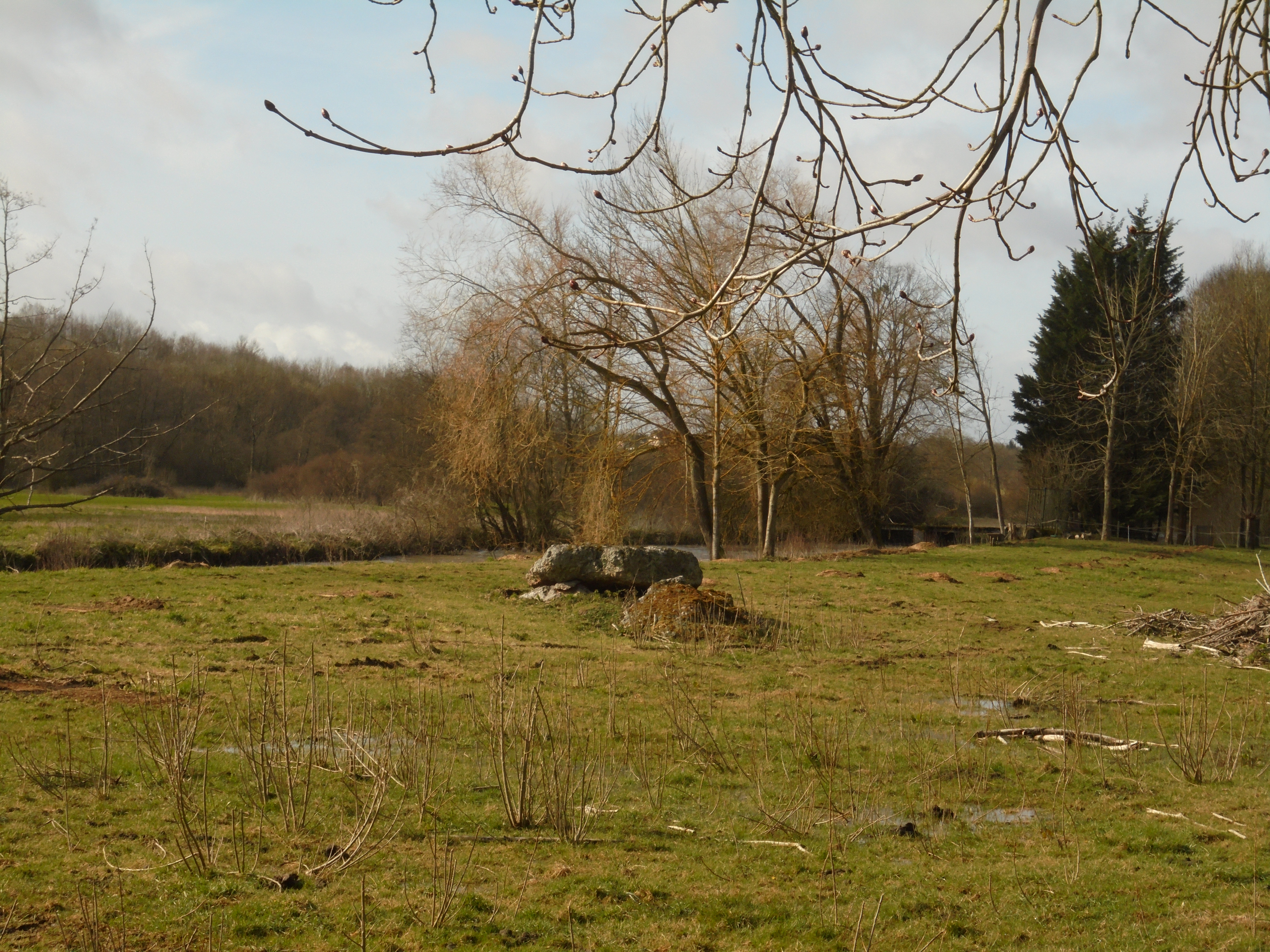

## Historique
Le monument date du Néolithique. De nombreux instruments datant de cette période ont été retrouvés dans cette région (soc de charrue, houe, hache en pierre polie).
Frédéric Galeron est le premier à mentionner le monument en 1829. Auguste Le Prévost reprend en 1832 les informations que son prédécesseur lui a communiquées pour référencer le dolmen comme étant renversé et brisé. Le vicomte de Pulligny le décrit en 1879 comme étant « composé de trois blocs supportant une vaste et unique table de 3 m de long sur 3 m de large ».
Mais c’est Léon Coutil, président de la Société préhistorique française, qui en donne une description précise dans son « Inventaire des menhirs et dolmens de France : Eure » paru en 1896. Deux dessins accompagnent les relevés sans doute effectués par Armand Desloges dont les fouilles sont mentionnées par Coutil .
Ce n’est qu’en 1903 que Desloges publie le résultat de ses recherches dans le Bulletin de la Société normande d’Études préhistoriques. On y apprend que lorsqu’il a déblayé le monument en 1893, « une épaisse couche de tourbes et de débris variés, au milieu desquels croissaient confusément, les herbes folles, les épines et les ronces, recouvrait cette pierre, laquelle, jusque-là, était restée à peu près inconnue ; du reste un massif d’arbustes de toutes sortes masquait complètement l’ensemble du monument ». Une fois dégagé de la végétation, il faut encore creuser pour atteindre le sol du dolmen recouvert par 0,3 m d’alluvions apportées par la rivière lorsque son cours a été détourné pour créer un moulin. Malheureusement, son récit ne fait état d’aucun objet trouvé lors de ces fouilles qui ne visaient peut-être qu’à dégager le monument. Il se contente de noter que « là comme bien ailleurs, les chercheurs de trésors se sont donné libre cours »
Ces multiples recherches ont convaincu les historiens de l’intérêt du dolmen puisque, dès 1900, il est classé au titre des monuments historiques.